# شانغكيو
شانغكيو (بالإنجليزية: Shangqiu)‏ هي مدينة على مستوى محافظة ‏ تقع في الصين في خنان. يقدر عدد سكانها بـ 7,362,472 نسمة ومساحتها 10,704 كم2 وترتفع عن سطح البحر 50 متر.

## المناخ
يظهر الجدول التالي التغييرات المناخية على مدار السنة لشانغكيو:
| البيانات المناخية لـشانغكيو        | البيانات المناخية لـشانغكيو | البيانات المناخية لـشانغكيو | البيانات المناخية لـشانغكيو | البيانات المناخية لـشانغكيو | البيانات المناخية لـشانغكيو | البيانات المناخية لـشانغكيو | البيانات المناخية لـشانغكيو | البيانات المناخية لـشانغكيو | البيانات المناخية لـشانغكيو | البيانات المناخية لـشانغكيو | البيانات المناخية لـشانغكيو | البيانات المناخية لـشانغكيو | البيانات المناخية لـشانغكيو |
| الشهر                              | يناير                       | فبراير                      | مارس                        | أبريل                       | مايو                        | يونيو                       | يوليو                       | أغسطس                       | سبتمبر                      | أكتوبر                      | نوفمبر                      | ديسمبر                      | المعدل السنوي               |
| ---------------------------------- | --------------------------- | --------------------------- | --------------------------- | --------------------------- | --------------------------- | --------------------------- | --------------------------- | --------------------------- | --------------------------- | --------------------------- | --------------------------- | --------------------------- | --------------------------- |
| الدرجة القصوى °م (°ف)              | 18.2 (64.8)                 | 23.2 (73.8)                 | 28.2 (82.8)                 | 33.5 (92.3)                 | 38.1 (100.6)                | 41.3 (106.3)                | 39.0 (102.2)                | 37.9 (100.2)                | 35.8 (96.4)                 | 35.0 (95.0)                 | 26.4 (79.5)                 | 20.3 (68.5)                 | 41.3 (106.3)                |
| متوسط درجة الحرارة الكبرى °م (°ف)  | 5.1 (41.2)                  | 8.1 (46.6)                  | 13.5 (56.3)                 | 21.0 (69.8)                 | 26.5 (79.7)                 | 31.3 (88.3)                 | 31.8 (89.2)                 | 30.6 (87.1)                 | 26.8 (80.2)                 | 21.5 (70.7)                 | 13.9 (57.0)                 | 7.5 (45.5)                  | 19.8 (67.6)                 |
| المتوسط اليومي °م (°ف)             | −0.1 (31.8)                 | 2.5 (36.5)                  | 7.7 (45.9)                  | 14.8 (58.6)                 | 20.3 (68.5)                 | 25.3 (77.5)                 | 26.9 (80.4)                 | 25.8 (78.4)                 | 21.1 (70.0)                 | 15.1 (59.2)                 | 7.9 (46.2)                  | 1.9 (35.4)                  | 14.1 (57.4)                 |
| متوسط درجة الحرارة الصغرى °م (°ف)  | −3.9 (25.0)                 | −1.6 (29.1)                 | 2.8 (37.0)                  | 9.2 (48.6)                  | 14.6 (58.3)                 | 19.8 (67.6)                 | 23.0 (73.4)                 | 22.1 (71.8)                 | 16.4 (61.5)                 | 10.2 (50.4)                 | 3.3 (37.9)                  | −2 (28)                     | 9.5 (49.1)                  |
| أدنى درجة حرارة °م (°ف)            | −15.2 (4.6)                 | −15.4 (4.3)                 | −7.1 (19.2)                 | −2 (28)                     | 4.2 (39.6)                  | 11.9 (53.4)                 | 15.7 (60.3)                 | 14.0 (57.2)                 | 5.8 (42.4)                  | −0.7 (30.7)                 | −12.3 (9.9)                 | −15 (5)                     | −15.4 (4.3)                 |
| الهطول مم (إنش)                    | 13.0 (0.51)                 | 15.4 (0.61)                 | 32.8 (1.29)                 | 40.0 (1.57)                 | 56.2 (2.21)                 | 78.3 (3.08)                 | 171.8 (6.76)                | 125.6 (4.94)                | 72.9 (2.87)                 | 42.9 (1.69)                 | 20.2 (0.80)                 | 12.0 (0.47)                 | 681.1 (26.8)                |
| متوسط أيام هطول الأمطار (≥ 0.1 mm) | 3.3                         | 4.2                         | 6.0                         | 6.1                         | 7.0                         | 8.0                         | 12.2                        | 9.6                         | 7.7                         | 6.7                         | 4.6                         | 3.4                         | 78.8                        |
| المصدر: Weather China              |                             |                             |                             |                             |                             |                             |                             |                             |                             |                             |                             |                             |                             |

## توأمة
لشانغكيو اتفاقيات توأمة مع:
- سوتشيان